# Savez liberala i demokrata za Europu
Savez liberala i demokrata za Europu (ALDE) (eng. Alliance of Liberals & Democrats for Europe Party) europska je politička stranka. Okuplja 76 stranaka centrističkih, liberalnih, demokratskih i reformističkih ideala iz 30 europskih zemalja, pretežito članica Europske unije.
ALDE je zastupljen u svim institucijama EU, uključujući 57 zastupnika u Europskom parlamentu, 5 članova Europske komisije, te 2 člana Europskog vijeća. Stranke ALDE dio su vlada u: Estoniji (Stranka reforme), Francuskoj (Radikalna stranka), Finskoj (Stranka Šveđana u Finskoj), Švedskoj (Liberali), Irskoj (Fianna Fáil), Danskoj (Venstre), Litvi (Pokret liberala i Stranka slobode) i Njemačkoj (Slobodna demokratska stranka).
Zatupnici ALDE u Europskom parlamentu su od izbora za EP 2019. godine dio novonastalog kluba zastupnika Renew Europe.

## Povijest
Stranka ALDE osnovana je 26. ožujka 1976. u Stuttgartu pod imenom Federacija liberalnih i demokratskih stranaka u Europi. Godinu dana kasnije mijenja naziv u Europski liberali i demokrati (ELD), a 1986. u Europska liberalna, demokratska i reformistička stranka. Na kongresu u Dublinu, 10. studenog 2012. godine, mijenja naziv u sadašnji - Savez liberala i demokrata za Europu. Taj naziv već je koristio njihov klub zastupnika u Europskom parlamentu. 

## Vodstvo
Savez liberala i demokrata za Europu je do 2021. imao devet predsjednika, a od 2021. godine vodstvo stranke čine 2 supredsjednika.
| Mandat        | Predsjednik / Supredsjedatelji | Predsjednik / Supredsjedatelji   | Predsjednik / Supredsjedatelji                             | Predsjednik / Supredsjedatelji                             |
| ------------- | ------------------------------ | -------------------------------- | ---------------------------------------------------------- | ---------------------------------------------------------- |
| 1978. – 1981. |                                |                                  | Gaston Thorn Luksemburg – DP                               | Gaston Thorn Luksemburg – DP                               |
| 1981. – 1985. |                                |                                  | Willy De Clercq Belgija – PVV                              | Willy De Clercq Belgija – PVV                              |
| 1985. – 1990. |                                |                                  | Colette Flesch Luksemburg – DP                             | Colette Flesch Luksemburg – DP                             |
| 1990. – 1995. | Willy De Clercq Belgija – PVV  | Willy De Clercq Belgija – PVV    | Willy De Clercq Belgija – PVV                              | Willy De Clercq Belgija – PVV                              |
| 1995. – 2000. |                                |                                  | Uffe Ellemann-Jensen Danska – Venstre                      | Uffe Ellemann-Jensen Danska – Venstre                      |
| 2000. – 2005. |                                |                                  | Werner Hoyer Njemačka – FDP                                | Werner Hoyer Njemačka – FDP                                |
| 2005. – 2011. |                                |                                  | Annemie Neyts-Uyttebroeck Belgija – Open Vld               | Annemie Neyts-Uyttebroeck Belgija – Open Vld               |
| 2011. – 2015. |                                |                                  | Graham Watson Ujedinjeno Kraljevstvo – Liberalni demokrati | Graham Watson Ujedinjeno Kraljevstvo – Liberalni demokrati |
| 2015. – 2021. |                                |                                  | Hans van Baalen Nizozemska – VVD                           | Hans van Baalen Nizozemska – VVD                           |
| 2021. – danas |                                | Timmy Dooley Irska – Fianna Fáil |                                                            | Ilhan Kyuchyuk Bugarska – DPS                              |

## Članice

### Punopravne članice
| Država     | Država                                 | Stranka                         | Stranka                                            | Status             |
| ---------- | -------------------------------------- | ------------------------------- | -------------------------------------------------- | ------------------ |
| Austrija   | Austrija                               |                                 | NEOS                                               | oporba             |
| Belgija    | Flamanska zajednica                    |                                 | Otvoreni flamanski liberali i demokrati (Open Vld) | vladajuća          |
| Belgija    | Francuska zajednica Njemačka zajednica |                                 | Pokret reformista (MR)                             | vladajuća          |
| Bugarska   | Bugarska                               | Pokret za prava i slobode (DPS) | Pokret za prava i slobode (DPS)                    | oporba             |
| Hrvatska   | Hrvatska                               |                                 | Hrvatska narodna stranka (HNS)                     | potpora vladi      |
| Hrvatska   | Hrvatska                               |                                 | Hrvatska socijalno-liberalna stranka (HSLS)        | potpora vladi      |
| Hrvatska   | Hrvatska                               |                                 | Istarski demokratski sabor (IDS)                   | oporba             |
| Hrvatska   | Hrvatska                               |                                 | Građansko-liberalni savez (GLAS)                   | oporba             |
| Hrvatska   | Hrvatska                               |                                 | Centar                                             | oporba             |
| Hrvatska   | Hrvatska                               |                                 | Fokus                                              | oporba             |
| Češka      | Češka                                  |                                 | Pokret nezadovoljnih građana (ANO 2011)            | oporba             |
| Cipar      | Cipar                                  | Demokratska fronta (DiPa)       | Demokratska fronta (DiPa)                          | vladajuća          |
| Danska     | Danska                                 |                                 | Venstre (V)                                        | vladajuća          |
| Danska     | Danska                                 |                                 | Danska socijalno-liberalna stranka (RV)            | oporba             |
| Estonija   | Estonija                               |                                 | Reformska stranka (ER)                             | vladajuća          |
| Estonija   | Estonija                               |                                 | Estonska stranka centra (EK)                       | oporba             |
| Finska     | Finska                                 |                                 | Finska stranka centra (Kesk)                       | oporba             |
| Finska     | Finska                                 | Stranka Šveđana u Finskoj (SFP) | Stranka Šveđana u Finskoj (SFP)                    | vladajuća          |
| Francuska  | Francuska                              |                                 | Savez demokrata i nezavisnih (UDI)                 | oporba             |
| Francuska  | Francuska                              | Radikalna stranka (PR)          | Radikalna stranka (PR)                             | vladajuća          |
| Njemačka   | Njemačka                               |                                 | Slobodna demokratska stranka (FDP)                 | vladajuća          |
| Mađarska   | Mađarska                               |                                 | Momentum                                           | oporba             |
| Irska      | Irska                                  | Fianna Fáil                     | Fianna Fáil                                        | vladajuća          |
| Italija    | Italija                                |                                 | Akcija (A)                                         | oporba             |
| Italija    | Italija                                | Talijanski radikali (RI)        | Talijanski radikali (RI)                           | oporba             |
| Latvija    | Latvija                                |                                 | Razvoj/Za! (A/Par!)                                | izvanparlamentarna |
| Litva      | Litva                                  |                                 | Liberalni pokret (LS)                              | vladajuća          |
| Litva      | Litva                                  |                                 | Stranka slobode (LP)                               | vladajuća          |
| Luksemburg | Luksemburg                             |                                 | Demokratska stranka (DP)                           | vladajuća          |
| Nizozemska | Nizozemska                             |                                 | Narodna stranka za slobodu i demokraciju (VVD)     | vladajuća          |
| Nizozemska | Nizozemska                             |                                 | Demokrati 66 (D66)                                 | vladajuća          |
| Poljska    | Poljska                                |                                 | Poljska 2050 (PL2050)                              | vladajuća          |
| Poljska    | Poljska                                |                                 | Moderna (.N)                                       | vladajuća          |
| Portugal   | Portugal                               |                                 | Liberalna inicijativa (IL)                         | oporba             |
| Rumunjska  | Rumunjska                              |                                 | Savez "Spasimo Rumunjsku" (USR)                    | oporba             |
| Slovačka   | Slovačka                               |                                 | Progresivna Slovačka (PS)                          | oporba             |
| Španjolska | Španjolska                             |                                 | Građani (CS)                                       | izvanparlamentarna |
| Švedska    | Švedska                                |                                 | Stranka centra (C)                                 | oporba             |
| Švedska    | Švedska                                |                                 | Liberali (L)                                       | vladajuća          |

### Pridružene članice
| Država                 | Stranka                            | Stranka                            | Status             |
| ---------------------- | ---------------------------------- | ---------------------------------- | ------------------ |
| Andora                 |                                    | Demokrati za Andoru (DA)           | vladajuća          |
| Armenija               |                                    | Armenski narodni kongres (HAK)     | izvanparlamentarna |
| Azerbajdžan            |                                    | Müsavat                            | izvanparlamentarna |
| Bosna i Hercegovina    |                                    | Naša stranka                       | vladajuća          |
| Gruzija                | Lelo za Gruziju                    | Lelo za Gruziju                    | oporba             |
| Island                 |                                    | Viðreisn                           | oporba             |
| Moldavija              | Liberalna stranka (PL)             | Liberalna stranka (PL)             | izvanparlamentarna |
| Crna Gora              | Liberalna partija Crne Gore (LPCG) | Liberalna partija Crne Gore (LPCG) | oporba             |
| Norveška               |                                    | Venstre                            | oporba             |
| Srbija                 | Pokret slobodnih građana (PSG)     | Pokret slobodnih građana (PSG)     | oporba             |
| Švicarska              |                                    | Liberali (FDP)                     | Liberali (FDP)     |
| Ukrajina               |                                    | Sluga narodu (SN)                  | vladajuća          |
| Ujedinjeno Kraljevstvo | Liberalni demokrati                | Liberalni demokrati                | oporba             |

## Vanjske poveznice
- Službene stranice
- Klub zastupnika u Europskom parlamentu